# 삼라옹

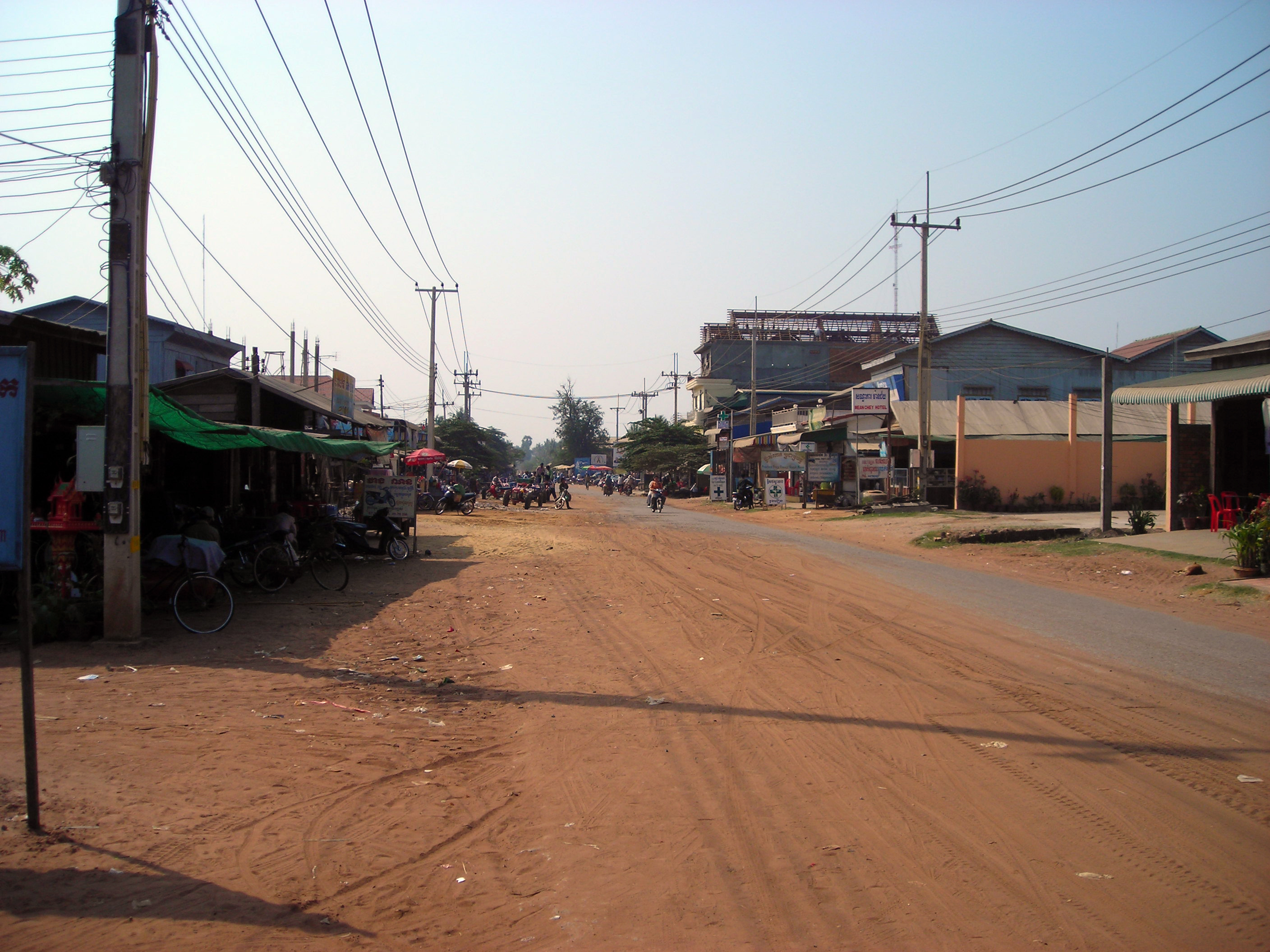
삼라옹

삼라옹(크메르어: សំរោង, Samraong)은 캄보디아 북서부 오다르메안체이 주의 주도로 높이는 23m, 인구는 18,694명(2008년 기준)이다. 도시 이름은 크메르어로 "눈앞이 안 보이는 밀림"을 뜻한다.